# Granota verda
La granota verda o granota vulgar (Pelophylax perezi) és una espècie de granota que es troba a França, Catalunya, Portugal i Espanya.

## Descripció
Aquesta granota pot fer fins a 11 cm de longitud.
Els colors són variables, com ja el nom diu normalment la trobem de color verd llampant amb alguns punts i ratlles negres. La majoria presenta una línia clara que els travessa el cos des del cap fins a les potes posteriors. Als costats tenen dues línies més gruixudes i també d'un color clar. Presenten una nineta horitzontal
Aquesta espècie pot aparèixer als 2.400 m d'altitud.
És una espècie estrictament aquàtica, apareix a tota mena de masses d'aigua, tot i que prefereix l'aigua permanent i les zones ben assolellades
Poden viure entre 6 o 7 anys, però normalment viuen 2 o 3 anys.

## Alimentació
S'alimenten de tota classe d'insectes i aràcnids, però també poden menjar preses aquàtiques. També poden practicar el canibalisme amb exemplars petits i amb els seus propis capgrossos.

## Reproducció i capgrossos
El període de reproducció va des del juliol fins al juny. Les femelles poden pondre entre 2.000 i 5.000 ous.
Els mascles arriben a la maduresa sexual al cap de dos anys de vida, la femella a l'any.
Els mascles tenen dos sacs bucals, situats al costat de la boca.
Els capgrossos poden arribar als 11 cm si són hibernants, però normalment fan 7 o 8 cm de llarg. Quan aquests es troben a la fase premetamòrfica ja tenen la ratlla clara que els travessa tot el cos.
Tenen l'espiracle situat a la banda esquerra (mirant-los des del cap).
L'anus a la dreta, té els ulls dorsals i separats.